# Assunzione della Vergine (Cabezalero)
L'Assunzione della Vergine è un dipinto a olio su tela di Juan Martín Cabezalero realizzato circa nel 1665 e conservato nel Museo del Prado di Madrid in Spagna.

## Storia
L'opera fu acquistata nel 1829 dal re Ferdinando VII dagli eredi di un certo José Antonio Ruiz. Giunse al Museo del Prado dal Palazzo Aranjuez.
Per molto tempo è stata attribuita al pittore Mateo Cerezo, nonostante le evidenti differenze con l'intera opera conosciuta di questo artista. Fu solo nel 1959 che il professor Martín Soria evidenziò il suo rapporto con le opere documentate di Cabezalero per il Venerabile Terz'Ordine di Madrid, dipinte intorno al 1667-1668.

## Descrizione
Il dipinto di Cabezalero, molto bello e riprodotto in innumerevoli occasioni, rappresenta l'Assunzione di Maria al cielo secondo un'iconografia tradizionale che divide l'opera in due parti: quella terrena, in cui è raffigurata la tomba vuota e le reazioni dei personaggi che assistono al evento, e quello celeste, in cui la Vergine sale alla Gloria accompagnata da un gruppo di angeli e cherubini. Secondo il racconto dell'Assunzione di Maria nella Leggenda Aurea di Jacopo da Varazze, la Vergine fu accompagnata nelle sue ultime ore dagli Apostoli. Sono i personaggi sorpresi che possono essere visti in fondo alla tela.

## Stile
Nonostante il dipinto mostri l'influenza della https barocco fiammingo nella composizione, nei tipi e nel colore, non segue affatto le incisioni di Rubens sullo stesso soggetto, come era spesso fatto nella pittura di Madrid dell'epoca.
L'opera è caratteristica dello stile generico di Cabezalero, che Alfonso Pérez Sánchez, storico dell'arte ed ex direttore del Museo del Prado, ha così sintetizzato:«Il carattere monumentale e scultoreo dei suoi personaggi, trattati in grandi inquadrature, dai profili molto pronunciati, dai colori chiari e intensi, con peculiari sfumature di blu, gialli arancioni e vibranti bianchi perlati.». Anche i tipi umani rappresentati nel dipinto sono molto tipici del modo di fare dell'artista e coerenti con quelli delle sue opere di sicura paternità per il Venerabile Terz'Ordine, che hanno contribuito a identificare la tela come opera di Cabezalero. La composizione del dipinto è organizzata per mezzo di forti diagonali e mostra un uso molto abile delle masse in movimento.